# Fiona (orkaan)
Orkaan Fiona was een Atlantische orkaan van categorie 4 die schade aanrichtte in de Leeward Islands, Puerto Rico, de Dominicaanse Republiek, de Bahama's, Bermuda, Canada, Saint-Pierre en Miquelon en Groenland. Het was de zesde storm, de derde orkaan en de eerste tropische cycloon van het Atlantisch orkaanseizoen 2022.

## Beschrijving
Fiona ontwikkelde zich uit een tropische golf die uit West-Afrika kwam, voordat deze zich op 14 september 2022 ontwikkelde tot een tropische depressie ten oosten van de Benedenwindse Eilanden. Op 15 september 2022 kreeg de storm de naam Fiona, hoewel droge lucht en matige tot sterke windschering nog steeds invloed hadden op de storm. Op 16 september 2022 passeerde Fiona Guadeloupe en drong de Caraïbische Zee binnen, waar de atmosferische omstandigheden verbeterden en de storm twee dagen later aangroeide tot een orkaan toen deze Puerto Rico naderde. Een paar uur later kwam het oog van de storm om 19:20 UTC aan land langs de zuidwestkust van Puerto Rico in de buurt van Punta Tocon, tussen de gemeenten Lajas en Cabo Rojo (volgens het National Hurricane Center). De orkaan kwam kort daarna aan in de Dominicaanse Republiek en groeide vervolgens aan tot de eerste grote orkaan van het seizoen. Terwijl de storm langzaam door de Turks- en Caicoseilanden trok, bleef hij toenemen en bereikte de volgende dag de categorie 4-status, terwijl hij naar het noorden versnelde. De storm bereikte een piek van 1 minuut aanhoudende wind van 215 km/h en een minimale druk van 932 mb (27,52 inHg). Na een fluctuerende intensiteit van categorie 3 en 4 bij het passeren van Bermuda, ging Fiona snel over in een grote en krachtige extratropische cycloon en trof Nova Scotia met windsnelheden van 169 km/h en een minimumdruk van 931 mb vroeg op 24 september. Fiona verzwakte snel toen het door de Saint Lawrencebaai richting de noordwestelijke Atlantische Oceaan bewoog. De restanten verdwenen op 28 september boven de Baffinbaai ten westen van Groenland.
Als het eerste eiland dat door de storm werd getroffen, kreeg Guadeloupe bijna recordregens te verwerken, waardoor 40% van de bevolking een paar dagen zonder water zat. Puerto Rico leed onder de ergste overstromingen sinds orkaan Maria van 2017 en er vond een stroomstoring op het hele eiland plaats. Een derde van de bevolking van het gebied zat zonder water en minstens 25 mensen stierven. In de Dominicaanse Republiek en de Turks- en Caicoseilanden werden de eilanden geteisterd door hevige regenval en harde wind, waardoor overstromingen en stroomuitval ontstonden.
Fiona was de sterkste orkaan ooit die in Canada werd geregistreerd op basis van atmosferische druk en was ook een van de natste ooit in het land.